# Big Fun (группа)
Big Fun — английский бой-бэнд, созданный в 1988 году и продюсируемый командой Сток, Эйткен и Уотерман.

## История и распад
Участниками коллектива были Фил Кресвик, Марк Гиллеспи и Джейсон Джон. Первый и единственный альбом группы A Pocketful of Dreams, выпущенный в 1990 году, попал в британский Top-10 и содержал в себе такие хиты, как «Blame it on the Boogie» (кавер хита 78 года The Jacksons), «Can’t Shake the Feeling» и «Handful of Promises».
Последний сингл коллектива «Stomp» был издан в 1993 году под маркой Big Fun II, так как на тот момент Джейсон Джон уже покинул группу. Синглу не удалось достичь тех коммерческих высот, что были у ранних работ группы, однако он всё же имел некоторый успех в Соединённых Штатах. После распада группы Кресвик стал художником-декоратором, а Джон вернулся в модельный бизнес.

## Дискография
Альбом:
- A Pocketful of Dreams (1990)

Синглы:
- «Living for Your Love» (1989)
- «Can’t Shake the Feeling» (1989)
- «Blame It on the Boogie» (1989)
- «I Feel the Earth Move» (1989)
- «Hey There Lonely Girl» (1990)
- «Handful of Promises» (1990)
- «Stomp!» (1994)